# Vana Tallinn
Vana Tallinn – charakterystyczny likier produkowany w Estonii od 1960 roku przez firmę Liviko.

## Opis
Likier Vana Tallinn to jeden z charakterystycznych produktów Estonii, wytwarzany nieprzerwanie przez firmę Liviko od 1960 roku. Pikantny smak likieru Vana Tallinn pochodzi od jamajskiego rumu, ziół, różnych przypraw z całego świata, pomarańczy i cytryn. Likier produkowany jest w różnych wariantach, m.in. z 40-, 45- i 50-procentową zwartością alkoholu.
Do produkcji używane są tylko naturalne składniki, w tym laski wanilii. Przepis zawiera łącznie ponad dziesięć składników i w swojej wersji 45% został opracowany w 1960 r. przez mistrza gorzelnictwa Ilse Maara, kierownika butelkowania Bernharda Jürno i gorzelnika Jaana Siimo.
Nazwa „Vana Tallinn” oznacza dosłownie „Stary Tallinn” i tym samym wprost kojarzy się z Tallinnem, stolicą Estonii. Butelka Vana Tallinn w kształcie wieży nawiązuje do zabudowy Starego Miasta w Tallinnie z basztami średniowiecznych murów miejskich, wpisanego na listę światowego dziedzictwa UNESCO.
Vana Tallinn (45%) był jedynym napojem z rodziny produktów Vana Tallinn do 1999 r., do którego później dodano likiery o zawartości alkoholu 40% i 50%. Od rozpoczęcia produkcji w 1960 roku sprzedano ponad 115 milionów butelek produktu.
Likier jest ciemnej, brązowej barwy, zwykle podaje się go z lodem, jest także używany w koktajlach i przepisach kulinarnych. Można go dodawać do lodów, kawy lub grzanego wina.
Likier Vana Tallinn jest sprzedawany w ponad 30 krajach na całym świecie. W 2018 roku Liviko ogłosiło początek eksportu Vana Tallinna do Hiszpanii, a w 2019 roku do Indii.

## Rodzaje
Likiery Vana Tallinn:
- Vana Tallinn 40%
- Vana Tallinn 45%
- Vana Tallinn 50%

Kremowe likiery Vana Tallinn Cream:
- Vana Tallinn Chocolate Cream
- Vana Tallinn Ice Cream
- Vana Tallinn Marzipan Cream
- Vana Tallinn Coconut

Pozostałe warianty:
- Vana Tallinn Glögi (glogg)
- Vana Tallinn Winter Spice – produkowany od listopada 2012 r. na bazie likieru Vana Tallinn z dodatkami cynamonu, kardamonu, anyżu i gałki muszkatołowej[8]
- Vana Tallinn Heritage Edition
- Vana Tallinn Wild Spices – produkowany od 2018 r. Zawiera więcej przypraw niż klasyczny Vana Tallinn: mieszankę pieprzów, anyż i imbir[9]
- Vana Tallinn Signature
- Vana Tallinn Elegance – likier klasy ultra premium, bazujący na oryginalnym przepisie Vana Tallinn, z dodatkiem wyselekcjonowanego rumu starzejącego się w dębowych beczkach z Martyniki[10]
- Vana Tallinn Coffee Fusion
- Vana Tallinn Dark Liquorice
- Vana Tallinn Spritz – gazowany drink koktajlowy, o niskim poziomie alkoholu, łączący aromat klasycznego Vana Tallinna i cytryny z wodą gazowaną[11]
- Vana Tallinn Yoghurt[12]

## Vana Tallinn Grand Prix
Vana Tallinn Baltic Sommelier Grand Prix to coroczne zawody sommelierów, których celem jest wyłonienie najlepszego sommeliera w krajach bałtyckich (Estonia, Łotwa i Litwa). Konkurs został nazwany na cześć likieru Vana Tallinn i organizowany jest od 2006 roku przez przedsiębiorstwo Liviko we współpracy ze Stowarzyszeniami Sommelierów Estonii, Łotwy i Litwy. Finaliści konkursu przechodzą szereg testów umiejętności, w tym degustację w ciemno, dekantację, podanie wina, dopasowanie potraw oraz poprawianie błędów w karcie win.

## Nagrody
- The Spirits International Prestige 2010 – I miejsce
- The International Wine and Spirit Competition 2010 – I miejsce
- Najlepszy napój alkoholowy Estonii 2011 – Vana Tallinn Heritage
- Najlepszy napój alkoholowy Estonii 2013 – Vana Tallinn Winter Spice
- Najlepszy napój alkoholowy Estonii 2014 – Vana Tallinn Signature
- The International Wine and Spirit Competition 2014 – II miejsce, Vana Tallinn Signature
- The Spirits International Prestige 2015 – I miejsce
- IWSC 2015 Silver – Vana Tallinn 40[15]
- The Spirits International Prestige 2017 – I miejsce Vana Tallinn 40
- The International Wine and Spirit Competition 2017 – II miejsce, Vana Tallinn 40
- Consumers’ Choice Award SIP – 2017 Vana Tallinn 40
- The International Wine and Spirit Competition 2017 – I miejsce, Vana Tallinn Elegance
- Najlepszy napój alkoholowy Estonii 2019 – Vana Tallinn Wild Spices